# Wesebach (Ihne)
Der Wesebach ist ein etwa 6 km langer, orographisch linker Zufluss der Ihne in Attendorn, Nordrhein-Westfalen.

## Geographie

### Verlauf
Der Wesebach entspringt im Wesebachtal auf etwa 615 m ü. NN nahe Meinerzhagen und fließt Richtung Südosten. Bevor er nach ca. 6 km auf etwa 329 m ü. NN bei Papiermühle (Attendorn) in die Ihne mündet, wird er vom orographisch rechten Quellbach, der Elmche gespeist.